# 榎本氏
榎本氏（えのもとうじ）は、日本の氏族。

## 大伴榎本連
大伴連の一族で山城国乙訓郡榎本に発祥したと伝わる。飛鳥時代の天武天皇の時代に大伴榎本大国がいる。後に大伴を略して「榎本連」を称するようになったという。

## 榎本氏 (下野国)
下野国小山で栄えた名族小山氏の庶流である。
永禄元年（1558年）に小山高朝の二男である榎本高綱によって、祇園城の支城として榎本城が築城されたといわれる。

## 榎本武揚家（御家人→旗本→子爵家）
江戸時代末期の幕臣で明治期の政治家・華族である榎本武揚の家。武揚の父武規はもともと「箱田良助」という名前で備後国安那郡箱田村の庄屋の次男であったが、文政5年（1822年）に幕臣（御家人）の榎本武由（武兵衛）の娘と結婚して婿養子となったことで武士の身分を得た。弘化元年（1844年）に幕府勘定方となった際に旗本身分に取り立てられた。
武揚はその次男であるが、慶応3年（1867年）に兄の勇之丞厄介により新たに一家創設して、以後布衣となったので永々御目見とされて独立した旗本となった。家禄は100俵だった。幕府で海軍奉行まで昇進。戊辰戦争では函館五稜郭に籠城して王師に抗したため捕縛されたが、明治5年（1872年）に赦罪されて明治政府に出仕し、海軍中将や各国全権公使を経て海軍卿、逓信大臣、文部大臣、外務大臣、農商大臣などの閣僚職を歴任した。
明治20年（1887年）5月24日に武揚は明治国家の発展に尽くしたことが評価されて勲功華族として子爵に叙せられた。その息子の2代子爵武憲は貴族院の子爵議員に当選して務めた。その息子の3代子爵武英の代の昭和前期に榎本子爵家の邸宅は東京市淀橋区十二社にあった。